# Église Saint-Georges de Bransat
L'église Saint-Georges est une église catholique située à Bransat, en France.

## Localisation
L'église est située dans le département français de l'Allier, sur la commune de Bransat. Elle se trouve en dehors du bourg sur une hauteur dominant légèrement la D 46 (route de Saint-Pourçain-sur-Sioule à Montmarault). Le cimetière entoure l'église.

## Historique
L'édifice est classé au titre des monuments historiques en 1967.

## Description
L'église est de style roman auvergnat ; elle a été bâtie aux XIe et XIIe siècles. Elle comporte une nef flanquée de deux bas-côtés. Une voûte en coupole sur trompes couvre la croisée du transept. Le chevet comprend une abside et deux absidioles.
Le clocher octogonal repose sur la croisée du transept. Il se termine par une flèche moins élevée que dans d'autres églises voisines.
L'église a conservé de beaux chapiteaux : sept péchés capitaux, musiciens, griffon, rinceaux.